# Campyloneurum wurdackii
Campyloneurum wurdackii är en stensöteväxtart som beskrevs av B.León. Campyloneurum wurdackii ingår i släktet Campyloneurum och familjen Polypodiaceae. Inga underarter finns listade.